# Ciosaniec (województwo wielkopolskie)
Ciosaniec – wieś w Polsce położona w województwie wielkopolskim, w powiecie złotowskim, w gminie Okonek.
W latach 1975–1998 miejscowość administracyjnie należała do województwa pilskiego. 
We wsi stoi zabytkowy kościół Dobrego Pasterza.